# Zeger Maelfait
Zeger Maelfait of Victor Maelfait (Roeselare, 19 februari 1850 – aldaar, 30 augustus 1913) was een Belgisch ambtenaar, levenslang actief in het cultureel leven van Vlaamsgezinde verenigingen. Hij was een vriend van Guido Gezelle.

## Levensloop
Maelfait volgde de humaniora aan het kleinseminarie in Roeselare. Hij had er in de retorica Hugo Verriest als leraar en samen met zijn klaskameraad Amaat Vyncke volgde hij in diens Vlaamsgezind voetspoor.
Samen met Vyncke trad hij in het seminarie in. Op 20 oktober 1873 stichtten de twee de Gilde der Westvlaamsche Gebroeders, met als doel de West-Vlaamse taal te verdedigen en trouw te blijven aan God, taal en vaderland.  Men wilde de leden aanzetten deze doelstellingen te bereiken door studie en door het publiceren van artikels. De eerste van hun pennenvruchten verschenen in het Brugse weekblad 't Jaer 70.
Vervolgens werd de concurrentie aangegaan met de liberale studentenalmanak van 't Zal Wel Gaan en met Nieuwjaar 1875 verscheen een Almanak voor de leerende jeugd van Vlaanderen, bestemd voor de leerlingen van de Vlaamse katholieke colleges. De almanak was antiliberaal en ultramontaans. De almanak werd een succes en de volgende stap die de gildeleden zetten, was de uitgave van een studententijdschrift, dat onder de naam De Vlaamsche Vlagge verscheen. Maelfait was hoofdredacteur voor de beide uitgaven. 
Ondertussen was hij uit het Grootseminarie weggestuurd, omdat de leiding oordeelde dat hij zich onvoldoende inzette voor zijn studies. Hij begon dan maar in oktober 1874 met de studie notariaat in Leuven. Maelfait werd secretaris van Met Tijd en Vlijt en liet zich opmerken als propagandist voor de West-Vlaamse taalopvatting. Samen met Albrecht Rodenbach stichtte hij de studentenafdeling van het recent opgerichte Davidsfonds en werkte mee aan de opbouw van een Algemene Vlaamse Studentenbond. 
Ook in Leuven was Maelfait meer "aanstoker" (zoals de Brugse bisschop hem noemde) dan student. Hij slaagde niet, probeerde het nog eens, maar vruchteloos, in Gent. Hij keerde naar Roeselare terug, waar hij secretaris werd van het armenbestuur en van de burgerlijke godshuizen. 
Hij werd bestuurslid van verschillende culturele verenigingen. In 1876 stichtte hij met enkele anderen de Clauaertsgilde. Hij was ook lid van toneelgroepen en vertaalde en bewerkte talrijke toneelstukken. 
Maelfait was een van de organisatoren van de Albrecht Rodenbach-herdenking in Roeselare in 1888. Hij was medeoprichter van het tijdschrift Biekorf en publiceerde er historische bijdragen in over Roeselare.
Hij trouwde met Louisa de Coninck en ze hadden verschillende kinderen. Guido Gezelle, met wie hij bevriend werd, schreef het gedicht voor het communieprentje van Zeger junior (in 1897) en van Lutgarde (in 1898).